# Serpula zelandica
Serpula zelandica är en ringmaskart som beskrevs av Baird 1865. Serpula zelandica ingår i släktet Serpula och familjen Serpulidae.
Artens utbredningsområde är havet kring Nya Zeeland. Inga underarter finns listade i Catalogue of Life.